# Zacco
Zacco — рід дрібних прісноводних риб родини Xenocyprididae, поширених у Східній Азії (Китай, Корея, Японія, північний В'єтнам).
Включає такі види:
- Zacco acanthogenys  (Boulenger, 1901)
- Zacco chengtui  Kimura, 1934
- Zacco platypus  (Temminck & Schlegel, 1846)
- Zacco sinensis  Zhu, Yu & Liu, 2020
- Zacco taliensis  (Regan, 1907)
- Zacco tiaoxiensis  Zhang, Zhou & Yang, 2023